# Fratelli d'Italia (album)
Fratelli d'Italia è un album cover del cantante italiano Al Bano pubblicato nel 2012 in Italia e in Germania nel 2013. Contiene successi della musica leggera italiana presentati con nuovi arrangiamenti realizzati da Alterisio Paoletti. La prima canzone è Fratelli d'Italia, l'inno della Repubblica Italiana, conosciuto anche come  Il Canto degli italiani o Inno di Mameli.
Il brano Caruso, tratto dal repertorio di Lucio Dalla, è cantato da Al Bano in spagnolo.
L'album è stato pubblicato anche in Germania (versione italiana) e in Spagna (versione spagnola) con il titolo Canta Italia.

## Tracce
1. Fratelli d'Italia – 2:33 (Michele Novaro, Goffredo Mameli)
2. Margherita – 4:40 (Riccardo Cocciante, Marco Luberti)
3. Solo tu – 2:58 (Aldo Stellita, Piero Cassano, Carlo Marrale)
4. Io che non vivo – 3:23 (Pino Donaggio, Vito Pallavicini)
5. Il cuore è uno zingaro – 3:43 (Claudio Mattone, Franco Migliacci)
6. Azzurro – 4:24 (Michele Virano, Paolo Conte, Vito Pallavicini)
7. Un anno d'amore – 3:33 (Nino Ferrer, Alberto Testa, Mogol)
8. Tu vuò fà l'americano – 3:22 (Renato Carosone, Nicola Salerno)
9. E tu – 4:32 (Claudio Baglioni, Antonio Coggio)
10. E fu subito amore – 4:10 (Albano Carrisi, Romina Power)
11. Il mondo – 4:03 (Gianni Meccia, Carlo Pes, Enrico Sbriccoli)
12. In ginocchio da te – 3:12 (Bruno Zambrini, Franco Migliacci)
13. Pensando a te – 3:42 (Albano Carrisi, Vito Pallavicini)
14. Caruso – 4:54 (Lucio Dalla)
15. Nel sole – 3:15 (Albano Carrisi, Pino Massara, Vito Pallavicini)